# Rammingen (Bavière)
Pour les articles homonymes, voir Rammingen.
Rammingen est une commune de Bavière (Allemagne), située dans l'arrondissement d'Unterallgäu, dans le district de Souabe.